# Anua ambigua
Anua ambigua är en fjärilsart som beskrevs av Gerstaecker. Anua ambigua ingår i släktet Anua och familjen nattflyn. Inga underarter finns listade i Catalogue of Life.